# Eniola Aluko
Eniola Aluko (ur. 21 lutego 1987 w Lagosie, Nigeria) – angielska piłkarka, grająca na pozycji napastnika.

## Kariera piłkarska

### Kariera klubowa
Jako dziecko wyjechała wraz z rodzicami do Wielkiej Brytanii. Wychowanka Leafield Athletic. W 2001 rozpoczęła karierę piłkarską w Birmingham City W.F.C. W 2004 przeszła do Charlton Athletic W.F.C. W 2007 została zaproszona do Chelsea L.F.C. W 2009 wyjechała do USA, gdzie broniła barw klubów Saint Louis Athletica, Atlanta Beat i Sky Blue FC. W 2012 wróciła do Birmingham City. W grudniu 2012 podpisała nowy kontrakt z Chelsea. W czerwcu 2018 przeniosła się do włoskiego Juventusu Women.

### Kariera reprezentacyjna
19 września 2004 debiutowała w narodowej reprezentacji Anglii w meczu przeciwko Holandii. W 2012 reprezentowała Wielką Brytanię na Igrzyskach Olimpijskich. Wcześniej broniła barw juniorskiej reprezentacji U-17 i U-19. Potem grała w młodzieżowej reprezentacji Anglii.

## Sukcesy i odznaczenia

### Sukcesy piłkarskie
reprezentacja Anglii
- półfinalistka Europy U-19: 2003
- brązowa medalistka Mistrzostwa świata: 2015
- ćwierćfinalistka Mistrzostwa świata: 2007, 2011
- wicemistrz Europy: 2009
- zwycięzca Cyprus Cup: 2009, 2013, 2015
- finalistka Cyprus Cup: 2014

reprezentacja Wielkiej Brytanii
- ćwierćfinalistka Igrzysk olimpijskich: 2012

Saint Louis Athletica
- wicemistrz WPS (runda zasadnicza): 2009
- półfinalistka WPS (runda play-off): 2009

Charlton
- wicemistrz FA WPL National Division: 2003/04, 2004/05
- zdobywca FA Women's Cup: 2004/05
- finalistka FA Women's Cup: 2003/04, 2006/07
- zdobywca FA WPL Cup: 2005/06
- finalistka FA WPL Cup: 2004/05
- zdobywca FA Women's Community Shield: 2004
- finalistka FA Women's Community Shield: 2005

Birmingham
- wicemistrz FA WSL: 2012
- zdobywca FA Women's Cup: 2011/12
- finalistka FA WSL Cup: 2012
- finalistka FA WPL Cup: 2001/02
- mistrz FA WPL Northern Division: 2001/02
- nagroda FA Women's Young Player of the Year: 2002/03

Chelsea
- mistrz FA WSL: 2015, 2017, 2017/18
- zdobywca FA Women's Cup: Winner 2014/15, 2017/18
- finalistka Klubowych Mistrzostw świata: 2013
- królowa strzelców FA WSL: 2016
- nominacja PFA Women's Players' Player of the Year: 2014/15
- nagroda PFA WSL Team of the Year 2015, 2017
- nagroda Chelsea Ladies Player of the Year: 2014/15

## Działalność pozasportowa
Eniola Aluko z wykształcenia jest prawniczką – jako swego bohatera literackiego wymienia adwokata Atticusa Fincha, głównego bohatera powieści Zabić drozda (1960) pióra Harper Lee. Ukończyła studia na Brunel University w Londynie. Prowadzi lub prowadziła firmy specjalizujące się w doradztwie i rozwoju sportu.